# 북프리슬란트어 위키백과

북프리슬란트어 위키백과는 북프리슬란트어로 운영되는 위키백과 언어판이다. 2006년 11월 4일에 시작되었다. 기호는 frr이다.